# Richmond (Maine)
Richmond és una població dels Estats Units a l'estat de Maine (EUA). Segons el cens del 2000 tenia 3.298 habitants.

## Demografia
Segons el cens del 2000, Richmond tenia 3.298 habitants, 1.290 habitatges, i 900 famílies. La densitat de població era de 41,9 habitants/km².
Dels 1.290 habitatges en un 36% hi vivien nens de menys de 18 anys, en un 53,8% hi vivien parelles casades, en un 0% dones solteres, i en un 30,2% no eren unitats familiars. En el 24,2% dels habitatges hi vivien persones soles el 8,3% de les quals corresponia a persones de 65 anys o més que vivien soles. El nombre mitjà de persones vivint en cada habitatge era de 2,54 i el nombre mitjà de persones que vivien en cada família era de 3,01.
Per edats la població es repartia de la següent manera: un 27,3% tenia menys de 18 anys, un 6,2% entre 18 i 24, un 30,7% entre 25 i 44, un 25,3% de 45 a 60 i un 10,5% 65 anys o més.
L'edat mediana era de 37 anys. Per cada 100 dones de 18 o més anys hi havia 95,4 homes.
La renda mediana per habitatge era de 36.654 $ i la renda mediana per família de 48.125 $. Els homes tenien una renda mediana de 30.557 $ mentre que les dones 25.844 $. La renda per capita de la població era de 17.896 $. Entorn del 14% de les famílies i el 13,6% de la població estaven per davall del llindar de pobresa.

## Poblacions més properes
El següent diagrama mostra les poblacions més properes.